# 柔毛杜鹃
柔毛杜鹃（学名：Rhododendron pubescens）为杜鹃花科杜鹃花属下的一个种。

## 扩展阅读
- 維基物種上的相關：柔毛杜鹃